# 구 영릉 석물 - 석양상2
석양상2(石羊像2)은 서울특별시 동대문구, 세종대왕기념관 경내에 있는 조선시대의 석상이다. 2002년 3월 15일 서울특별시의 유형문화재 제42-7호로 지정되었다.

## 개요
石羊像은 石虎像과 함께 봉분 터 둘레에 안치하던 石物이다. 현재 2基가 남아 있는데, 모두 숫양을 조각한 것으로서 크기는 약간의 차이가 있다.
2기 모두 뿔이 세 겹으로 내향하며 꼬여있고, 다리 사이는 돌을 파지 않고 그대로 편편하게 다듬어 草形의 무늬를 새기고 있다. 눈 주위의 주름과 신체 기관까지 비교적 세밀하게 표현되어 있으나 오랜 풍화로 인해 석재 부식이 진행되어 조각이 약간 마멸되어 있는 상태이다.
특히 제 42-7호는 臺石과 몸체가 절단되고 몸체도 목 부분이 떨어진 채 발굴되었는데 현재는 그것을 이어 붙여 놓았다.

## 같이 보기
- 구 영릉 석물

## 참고 자료
- 구 영릉 석물 - 석양상2 - 국가유산청 국가유산포털